# 斎藤保
斎藤 保（さいとう たもつ、1952年7月13日 - ）は、日本の経営者。IHI社長を務めた。山形県出身。

## 経歴・人物
1975年に東京大学工学部を卒業し、同年に石川島播磨重工業に入社。2008年4月に取締役に就任し、2011年4月に副社長を経て、2012年4月に社長に就任。2016年4月には会長兼CEOに就任2020年6月には相談役に就任。2023年4月、新エネルギー・産業技術総合開発機構理事長に就任。